# چشم‌سفیدهای دوردست
چشم‌سفیدهای دوردست (نام علمی: Rukia) نام یک سرده از تیره چشم‌سفید است.